# Hyalobathra crenulata
Hyalobathra crenulata is een vlinder van de familie van de grasmotten (Crambidae). De wetenschappelijke naam van deze soort is voor het eerst voorgesteld door Hari Sutrisno en Marianne Horak in een publicatie uit 2003.
De soort komt voor in Australië (Queensland).